# Stretto di Evreinov
Lo stretto di Evreinov o Pjatyj Kuril'skij (in russo пролив Евреинова, Пятый Курильский; in italiano "quinto stretto delle Curili") è un braccio di mare nell'oceano Pacifico settentrionale, nella catena delle isole Curili, che separa l'isola di Onekotan da Makanruši. Ha una larghezza di 28 km. Si trova nel Severo-Kuril'skij rajon dell'oblast' di Sachalin, in Russia. 
Lo stretto porta il nome dell'esploratore russo Ivan Michajlovič Evreinov e segue la numerazione da nord a sud degli stretti della cresta delle Curili. 